# Kocour v botách: Tři ďáblíci
Kocour v botách: Tři ďáblíci (v anglickém originále Puss in Boots: The Three Diablos) je spin-off krátkometrážní díl o Kocouru v botách, který utíká za svobodou, ale teď dostal za úkol nalézt Princeznin strácený rubín a pohlídat tři kočičí ďáblíky. Hlavní obsazení: Antonio Banderas, Gilles Marini, Charlotte Newhouse